# Well Walk
Der Well Walk (dt. Brunnenweg) ist eine der historisch bedeutsamsten Straßen im Londoner Stadtteil Hampstead, Bezirk Camden. Durch den an der Straße gelegenen Chalybeate Well gilt der nach ihm benannte Well Walk als das Zentrum des früheren Kurorts Hampstead. Denn das aus dem Brunnen gewonnene Wasser enthält einen hohen Eisenanteil und galt zur Zeit seiner Entdeckung in der Mitte des 17. Jahrhunderts als gesundheitsförderlich. Die Straße ist seit jeher auch eine begehrte Adresse, in der unter anderem der Dichter John Keats, der Maler John Constable und der Schauspieler Jeremy Irons residierten.

## Verlauf
Die Straße verläuft zwischen New End Square und Willow Road im Südwesten und East Heath Road im Osten. Sie kreuzt lediglich den Christchurch Hill und hat darüber hinaus eine direkte Verbindung zu den Gainsborough Gardens.

## Geschichte

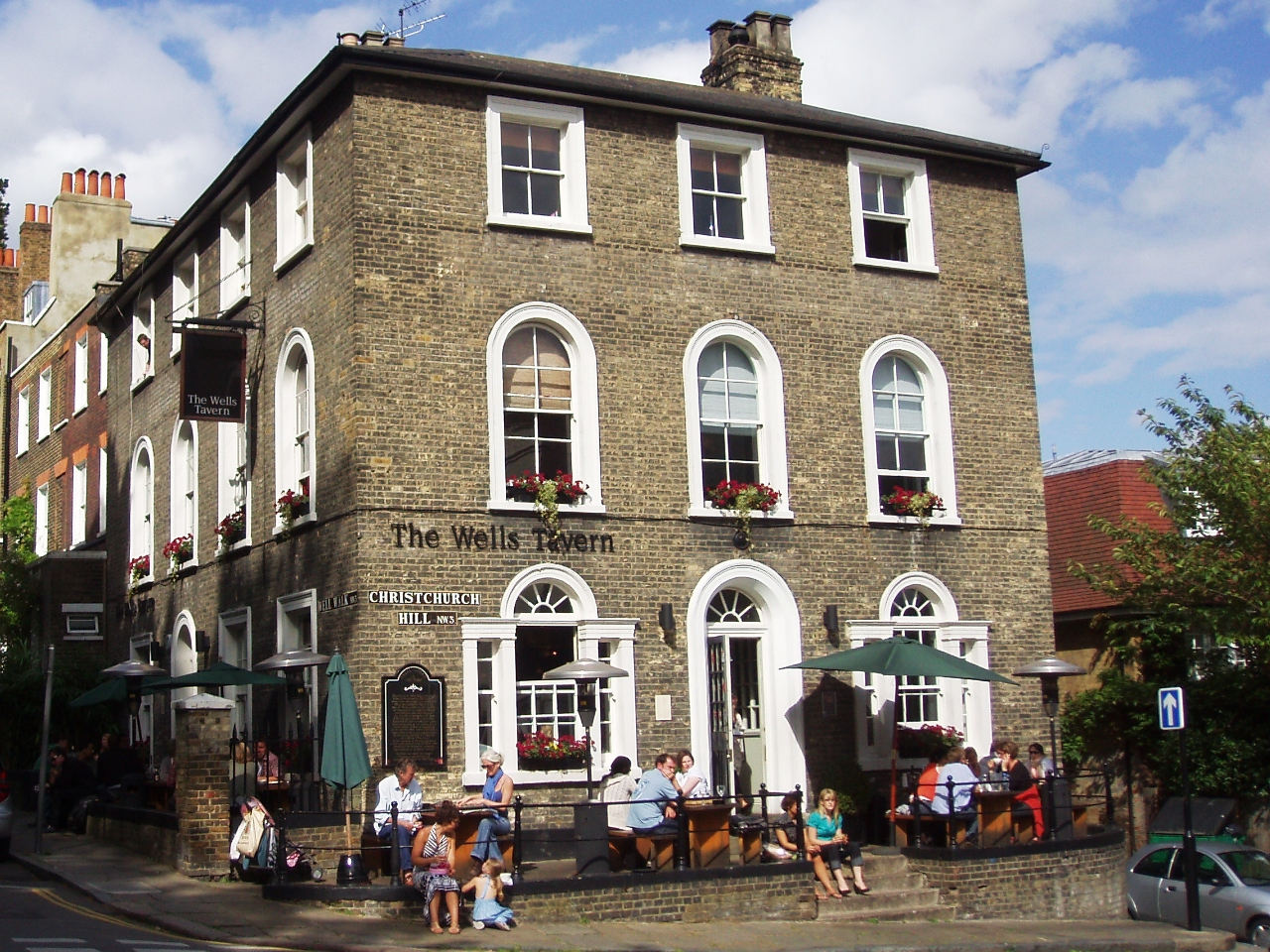
Das Pub The Wells Tavern befindet sich unter der Nummer 30 des Well Walk in einem Grade II listed house.

Im 17. Jahrhundert befanden sich das Land und die Wasserrechte im Besitz der Familie Gainsborough, die die Erträge aus dem Wasserverkauf den Armen der Gemeinde Hampstead zukommen ließ.
Im 18. Jahrhundert wurde auf der dem Brunnen gegenüber liegenden Seite ein Gebäude aus rotem Backstein errichtet, das unter der Bezeichnung Weatherhouse Hall bekannt wurde. Es verfügte über eine kleine Pumpstation und eine große Halle, in der sich tagsüber die Kurgäste entspannen konnten und abends Konzerte bzw. Tanzveranstaltungen stattfanden. In dem Haus verkehrten unter anderem Fanny Burney und Mark Akenside. Es befindet sich heute in Privatbesitz.

## Bekannte Anwohner
In den 1970er Jahren lebte die 1978 verstorbene Künstlerin Barbara Jones in dem Haus Nummer 2.
Während des Ersten Weltkriegs lebte der Parodist und Karikaturist Max Beerbohm vorübergehend unter Nummer 12. Bereits 1909 hatte die schottische Autorin und Frauenrechtlerin Marie Stopes das benachbarte Haus Nummer 14 bezogen.
Unter Nummer 13 lebte von 1914 bis 1916 der Lyriker John Masefield und verstarb 1921 der Schriftsteller Henry Myers Hyndman.
Die Schauspielerin Fay Compton lebte im Haus Nummer 22 und ihr Berufskollege Jeremy Irons mit seiner Frau Sinéad Cusack unter der Nummer 26. Der Schriftsteller und Journalist John Boynton Priestley bewohnte das Haus Nummer 27.
Das Haus Nummer 32 wurde vor dem Ersten Weltkrieg vom Journalisten Henry Noel Brailsford bewohnt. Während des Krieges gehörte es dem Schriftstellerehepaar Ernest und Dollie Radford, bevor das Anwesen in den 1930er Jahren von dem Schauspieler Leslie Banks bezogen wurde. Unter der benachbarten Nummer 34 lebte von 1922 bis 1945 der Punch-Herausgeber Eduard George Knox.
Zu den ersten Bewohnern des Hauses Nummer 40 zählte der Maler John Constable, der dort zwischen 1827 und 1834 lebte. Rund einhundert Jahre später bewohnte in den 1930er Jahren der Schriftsteller Thomas Sturge Moore das Haus.
Im April 1817 bezog der Dichter John Keats mit seinen Brüdern George und Tom das Haus Nummer 46.
Der Architekt Ewan Christian errichtete 1881 das Haus Nummer 50, das er anschließend selbst bezog.